# Finché forse non vi separi
Finché forse non vi separi (Always Be My Maybe) è un film del 2019 diretto da Nahnatchka Khan.
Il film, di produzione statunitense, è la storia di due amici d'infanzia che non si parlano da più di 15 anni.

## Trama
Quando Sasha, ormai chef di fama internazionale, si trasferisce a San Francisco per aprire un nuovo ristorante, si imbatte nel suo vecchio amico Marcus, musicista che dipende ancora da suo padre.
Nonostante abbiano stili di vita molto differenti, l'attrazione che li lega sembra non essersi mai spenta. Quando poi il fidanzato della talentuosa chef decide di piantarla poco prima del loro matrimonio, per i due si apre una nuova possibilità. Riusciranno Sasha e Marcus a superare i loro precedenti e a concedersi una seconda occasione d'amore?

## Promozione
Il trailer è stato pubblicato il 16 maggio 2019.

## Distribuzione
È stato distribuito dal 31 maggio 2019 sulla piattaforma Netflix.